# Oxyonchus ditlevseni
Oxyonchus ditlevseni is een rondwormensoort uit de familie van de Enoplidae. De wetenschappelijke naam van de soort is voor het eerst geldig gepubliceerd in 1964 door Inglis.